# Cum să fii singur și fericit
Cum să fii singur și fericit (titlu original: How to Be Single) este un film american din 2016, regizat de Christian Ditter și scris de Abby Kohn, Marc Silverstein și Dana Fox. Rolurile au fost interpretate de actorii Dakota Johnson, Rebel Wilson, Damon Wayans Jr., Anders Holm, Alison Brie, Nicholas Braun, Jake Lucy, Jason Mantzoukas și Laslie Mann. A fost lansat în Statele Unite ale Americii pe 12 februarie 2016.